# Xa lộ Hà Nội
Xa lộ Hà Nội (hay còn gọi là Quốc lộ 52, trước đây Xa lộ Biên Hòa) là con đường nối liền Thành phố Hồ Chí Minh và Biên Hòa, Đồng Nai được xây dựng từ năm 1957 đến năm 1961, do các chuyên gia Hoa Kỳ đầu tư và giúp đỡ xây dựng. Con đường này dài 31 km, bắt đầu từ Cầu Sài Gòn, Thủ Đức, Thành phố Hồ Chí Minh; kết thúc là nút giao cắt Quốc lộ 1 tại ngã 3 Chợ Sặt, phường Tân Biên, thành phố Biên Hòa. Đây là một trong những con đường cửa ngõ dẫn để vào nội ô Thành phố Hồ Chí Minh khi đi từ các tỉnh miền Đông Nam Bộ, Trung Bộ và Bắc Bộ.
Tại thời điểm xây dựng, xa lộ này được cho là còn có thể sử dụng làm đường băng quân sự dã chiến, tuy nhiên năm 1971 nó đã được xây vách ngăn giữa tim đường phân đôi xa lộ thành 2 chiều riêng biệt để giảm tai nạn giao thông. Ban đầu, lòng xa lộ rộng 21 m đến hiện nay thì nới rộng thành 142 m.

## Lịch sử

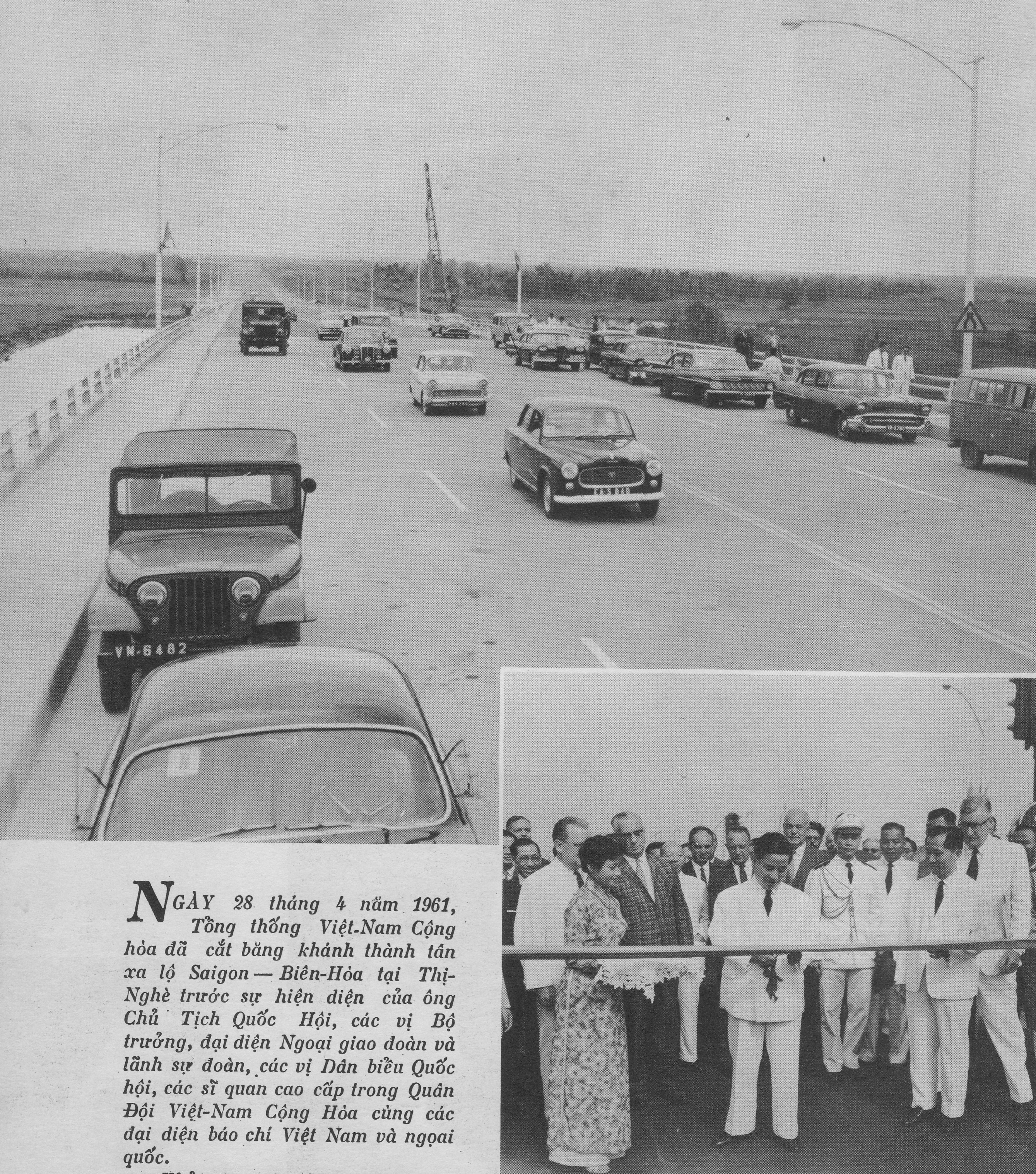
Tổng thống Ngô Đình Diệm cắt băng khánh thành, khai thông xa lộ Biên Hòa năm 1961

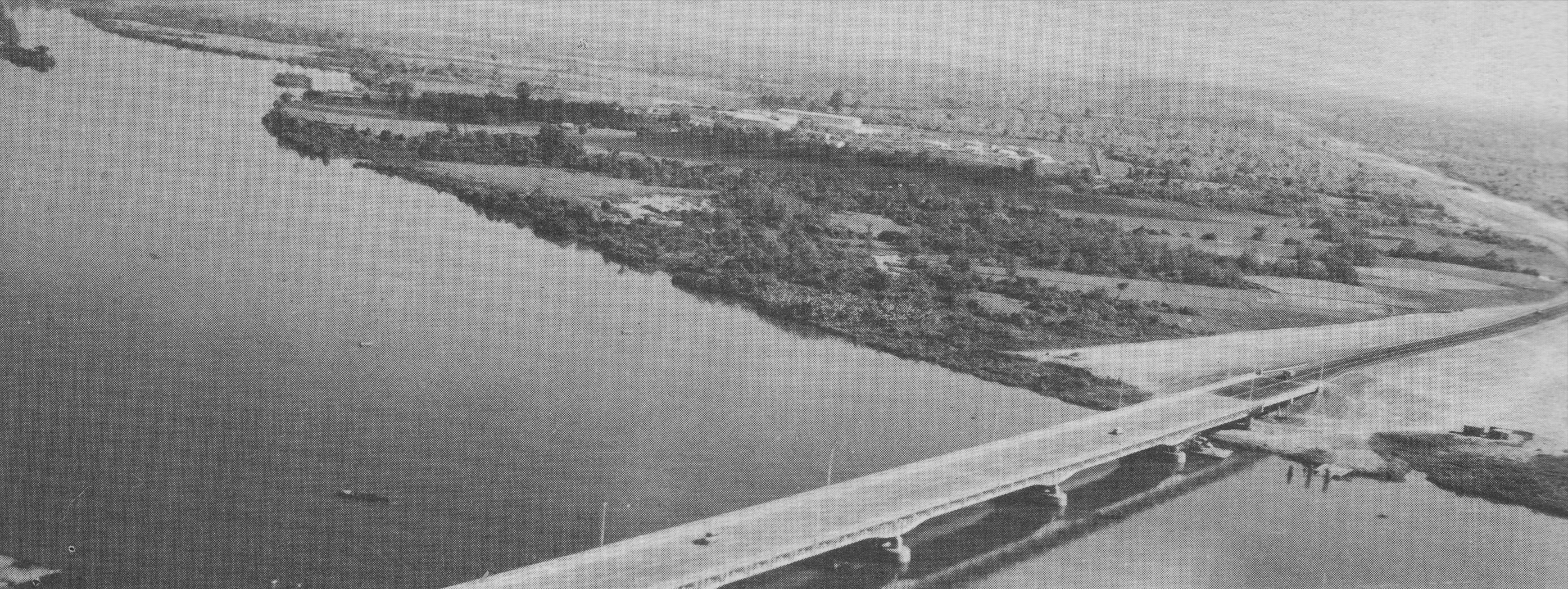
Cầu xa lộ Biên Hòa bắc ngang sông Đồng Nai năm 1961

Con đường này trước năm 1984 được gọi là Xa lộ Biên Hòa, khởi công vào tháng 7 năm 1957 thời Đệ Nhất Cộng hòa đến Tháng Tư năm 1961 thì hoàn tất với chiều dài 31 cây số. Xa lộ do Hoa Kỳ viện trợ kinh phí, hỗ trợ công tác xây dựng. Xa lộ được thiết kế ngăn hai chiều đi về. Mỗi chiều có hai lối đi. Trên xa lộ này có hai cây cầu lớn bắc ngang là cầu Sài Gòn (dài 982 m) bắc qua sông Sài Gòn và cầu Đồng Nai (dài 453 m) bắc qua sông Đồng Nai.
Ngày 10 tháng 10 năm 1984, Xa lộ Biên Hòa được đổi tên thành xa lộ Hà Nội nhân dịp kỷ niệm 30 năm giải phóng Thủ đô Hà Nội. Một tên khác của con đường này là quốc lộ 52, thường được dùng để chỉ đoạn từ chân cầu Sài Gòn đến chỗ giao nhau với Quốc lộ 1 tại ngã ba Thủ Đức (ngã ba Trạm 2). Hiện nay trên xa lộ Hà Nội có một đoạn Quốc lộ 1 đi qua, bắt đầu từ ngã ba Thủ Đức đến ngã ba Hố Nai hay còn gọi là ngã ba Chợ Sặt vì chợ Sặt thành phố Biên Hòa nằm gần ngã ba này, ngã ba Công viên 30 tháng 4, (giao với quốc lộ 1K, vượt quá ngã tư Tam Hiệp).
Với tình hình kinh tế Thành phố Hồ Chí Minh và các vùng ngày càng phát triển dẫn đến tình trạng quá tải Xa lộ Hà Nội trong những năm gần đây, do đó Xa lộ Hà Nội sẽ được mở rộng lên đến 140 m, dự án đã được bắt đầu triển khai từ năm 2009 cùng với dự án mở rộng Quốc lộ 51.
Tháng 11 năm 2013, UBND Thành phố Hồ Chí Minh đã có kiến nghị đặt tên đường Võ Nguyên Giáp dài 7,7 km, đoạn từ ngã tư Đinh Tiên Hoàng - Điện Biên Phủ đến chân cầu Rạch Chiếc. Đến tháng 12 năm 2016, UBND quận 9 đề xuất kéo dài 4,6 km đoạn đường Võ Nguyên Giáp từ chân cầu Rạch Chiếc đến chân cầu vượt ngã tư Thủ Đức. Dự kiến trước năm 2018, đường Võ Nguyên Giáp dài 12,3 km, đoạn từ ngã tư Đinh Tiên Hoàng - Điện Biên Phủ đến chân cầu vượt ngã tư Thủ Đức. Tháng 6 năm 2020, UBND quận Bình Thạnh yêu cầu quy định không đặt tên đường Võ Nguyên Giáp đến chân cầu Sài Gòn.
Năm 2018, TPHCM đã hoàn thành mở rộng gần hết tất cả các đoạn, bao gồm cả đường mở rộng - song hành Xa lộ Hà Nội. Tổng số làn hiện tại là 16 làn, rộng 142m (đoạn qua Quận 2). Hiện còn một số đoạn cần mở rộng và nút giao vẫn đang được CII thi công.
Ngày 12 tháng 7 năm 2023, Hội đồng nhân dân Thành phố Hồ Chí Minh thông qua nghị quyết về việc đổi tên đoạn Xa lộ Hà Nội từ cầu Sài Gòn đến ngã tư Thủ Đức với chiều dài 7,79 km thành đường Võ Nguyên Giáp.

## Thông tin tuyến đường
Xa lộ Hà Nội đi qua thành phố Thủ Đức thuộc Thành phố Hồ Chí Minh, thành phố Dĩ An thuộc tỉnh Bình Dương, thành phố Biên Hòa thuộc tỉnh Đồng Nai. Trong đó đoạn từ cầu Sài Gòn đến ngã 4 Thủ Đức đã được đổi tên thành đường Võ Nguyên Giáp.
- Đoạn 1 từ cầu Sài Gòn đến ngã tư Bình Thái (lộ giới rộng 153,5m): 16 làn xe (10 làn trục chính, 6 làn song hành).
- Đoạn 2 từ ngã tư Bình Thái đến ngã tư Thủ Đức (lộ giới rộng 113,5m): 14-16 làn xe (10 làn trục chính, 6 làn song hành).
- Đoạn 3 từ ngã tư Thủ Đức đến ngã 3 Tân Vạn (thuộc QL.1, lộ giới rộng 113,5m): 14-16 làn xe (8 làn trục chính, 6-8 làn song hành)
- Đoạn 4 từ ngã 3 Tân Vạn đến ngã 3 Chợ Sặt (thuộc QL.1): 6 làn xe.

## Thông tin về cầu
- Cầu Sài Gòn: 12 làn xe
- Cầu Rạch Chiếc: 10 làn xe
- Cầu Suối Cái: 14 làn xe
- Cầu Đồng Nai: 9 làn xe
- Cầu Suối Linh: 6 làn xe
- Cầu Hang: 6 làn xe

## Thông tin về cầu vượt, hầm chui
- Cầu vượt ngã tư Thủ Đức: 4 làn xe
- Cầu vượt nút giao Trạm 2: 8 làn xe
- Hầm hở nút giao Đại học Quốc gia: 8 làn xe
- Cầu vượt Tân Vạn: 4 làn xe
- Cầu vượt ngã tư Vũng Tàu: 4 làn xe
- Hầm chui Tam Hiệp: 4 làn xe
- Cầu vượt AMATA: 4 làn xe